# セヴェンヌ山脈

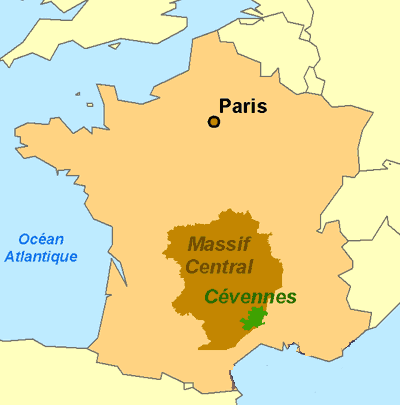
フランスにおけるセヴェンヌ山脈の位置

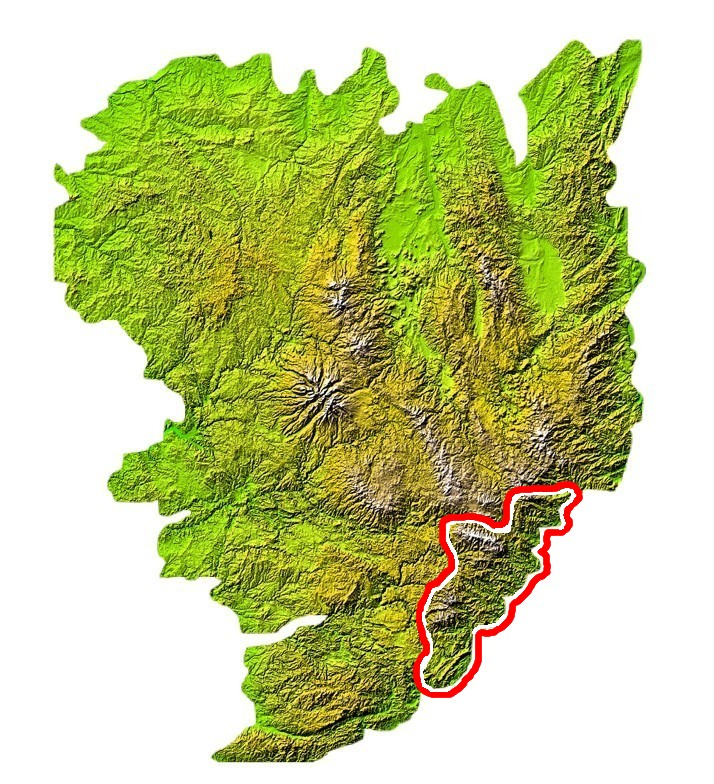
中央高地におけるセヴェンヌ山脈の位置

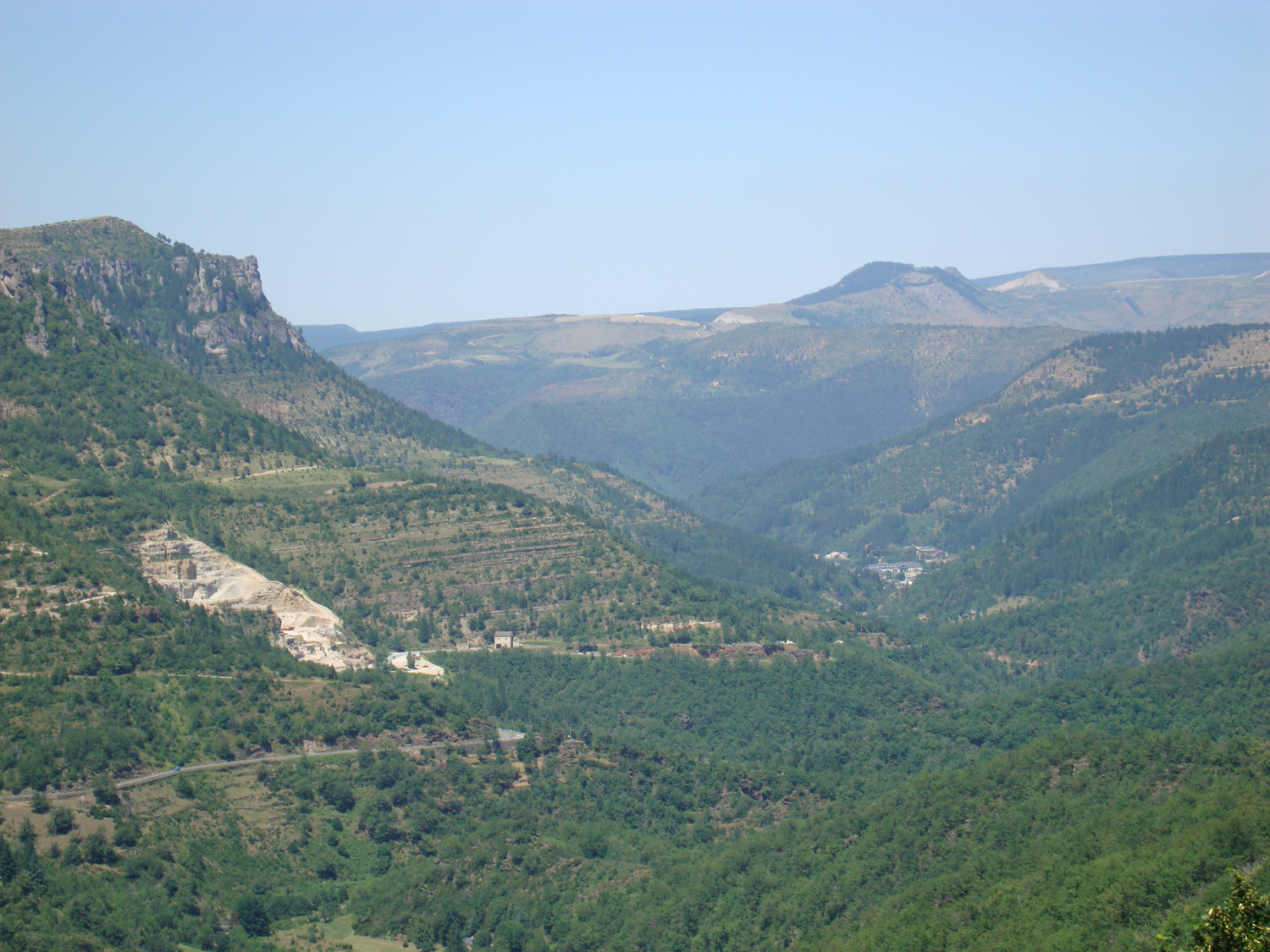
ラ・コルニシュ・デ・セヴェンヌ

セヴェンヌ山脈 （セヴェンヌさんみゃく、Cévennes）は、フランス、中央高地を形成する山脈。その範囲はガール県、ロゼール県、南へ向かってアルデシュ県とオート＝ロワール県にまたがるヴィヴァレー山地に、そして北のラコーヌ山地、エロー県に一部がかかるエスピヌーズ山地に伸びる。
セヴェンヌという名称には、南東ふもとに広がる平野の一部、特にアレス川流域も含まれる。
2011年、セヴェンヌは『コースとセヴェンヌの地中海農牧業の文化的景観』としてUNESCOの世界遺産に登録された。

## 由来
セヴェンヌの名称は、オック語ラングドック方言でサベナ（[ʃəbenɑʃ]）と発音される名称がフランス語化されたものである。オック語の方言によってCevenas、Cebénos、Cebénasといった異なる綴りが存在する。
セヴェンヌを意味するCebennaの名称はガリア時代にさかのぼる。このCebennaは古い地名を再度構成しなおしたものである。プリニウスはCebennaと記し、カエサルはCevennaと記した。アフィエヌスはCimenici regioと記した。ギリシア語の学者たちは以下のように記した。ストラボンは、kèmmènon （Κέμμενων）、プトレマイオスはkèmènna （Κέμεννα）であった。
いくつかのウェブサイトでは、民間語源に根ざすオック語の本質的な形態であるCebénasは、オック語でタマネギを意味するceba（またはcebo）であるとする。この山脈を形成する層状構造を豊かな想像力で説明している。しかしオック語のcebaはラテン語のcepaからきているのでこれは不可能な説である。音声学上の古いオロニム（fr、山を表す名称）を示すものではなく、Cepannaという名称が正しいと認められない。加えて接尾辞の-ennaは、ケルト以前に生まれガリア時代に一般化したもので、ラテン語起源の言葉を導入するため使われてはいない。
一方、Cévennesはブリソン諸語に語源のあるkemn（背後を意味する）と近い（ガリア語はブリソン諸語に近いケルト語である）。ギリシア語化されたkèmmènonとkèmènna、ラテン語化されたCebennaとCevennaの両方の形態を実現している。前者は古いブリソン語のkevnとkefn、後者はガリア語が語源で背中を意味するcefnから生じている。この音声学上の仮説はウェールズ語のcef(y)nでさらに強まる。cef(y)nはウェールズ語において山を比喩するために用いられ（例: Cefn Bryn）、グレートブリテン島の他の場所にあるヨークシャーのチェヴィン丘陵（Monts Chevin）、チェヴィオット丘陵（Cheviot）でも用いられる。

## 地理
もともと、地理的な用語としてのセヴェンヌ山脈は中央高地全体の南西、南、南東、東の境を指定して使用されていた。したがって、セヴェンヌ山脈は数多くある、小さな山地や中程度の標高を持つ山脈全体を広義で意味している。セヴェンヌ山脈を広義でとらえれば、タルヌ、オード、エロー、アヴェロン、ガール、ロゼール、アルデシュ、ローヌ、ロワレの9県にまたがることになる。しかし厳密な用法に従えば、ロゼールとガールの2県にしか関係しない。セヴェンヌ山脈国立公園は、大部分がロゼール県内にある。最高地点はロゼール山とフィニール峰である。
一帯にブナ属、オーク属、マツ属、モミ属の森林があるほか、地中海地方の低木林、山岳草地、河川、泥炭地などの多様な生態系がある。1984年にユネスコの生物圏保護区に指定された。

## 地質
セヴェンヌ山脈は様々な地質で構成される。
古生代時代の岩盤（頁岩、砂岩や珪石の中に含まれる石炭質の岩、侵食に対して耐性のある花崗岩）が最古の部分を形成する。最高地点であるエグアル山やロゼール山は約300万年前に生まれている。中生代の岩（石灰岩、ドロマイト、砂岩）は、広大な頁岩と花崗岩の丘陵地帯を覆っている。
セヴェンヌ山脈全体は南東にある断層によって断ち切られている。この断層はおそらくヘルシニア造山運動の時代から存在していた。断層は始新世時代に再び活発化し、漸新世の間に位相伸長テクトニクスの横ずれが起きた。この活発化はピレネー山脈の造山運動に一部関連している。

## 気候
セヴェンヌ山脈は地中海性気候であり、標高の高い位置では徐々に山岳気候となる。それは春分・秋分頃に起きる大雨が特徴で、時には夏に大規模な旱魃が起きる。
セヴェンヌ山脈はセヴェノル嵐の舞台である。数日間または数時間続く大雨を伴う。この嵐が起きるのは、西から吹く大西洋の冷たい風がセヴェンヌの高地で、南の地中海から上昇した暖かく湿った空気と出会うためである。冬季の降雪は非常に重要で、24時間で1m以上降ることもある。
その地理的条件と激しさで突然発生する嵐のため、時には劇的な洪水につながる。

## 歴史
18世紀にセヴェンヌ一帯は、プロテスタントのパルチザンとフランス王国軍（カトリック）との間で争われたセヴェンヌ戦争の舞台だった。1702年、1704年から1705年の間にプロテスタントの反乱（カミザールの乱）が起きたが、実際には王軍による弾圧がフランス革命まで続いていた。
16世紀から17世紀、マンド、ニーム、アレス、ユゼスの各司教区は宗教戦争で揺れ動いた。容赦なく迫害され、ナントの勅令廃止の際に多くいたプロテスタントたちは全体が信仰の自由を失った。政府側はカトリックの宣教師と兵士を送り込み、一部の人々を改宗させた。実際には、大勢の人々は別名で『砂漠』とも呼ばれたセヴェンヌの荒地に身を潜める方を選び、信仰のために苦しい移住生活を送った。
プロテスタントの唯一の教会が破壊され、牧師が殺害されると、プロテスタントの男たちはガレー船の漕ぎ手として送られ、老人や女性・子供は監獄に囚われた。エーグ＝モルトのコンスタンス塔に38年間幽閉されていたプロテスタント、マリー・デュランもその1人であった。彼女は雑居房の中央の穴にrésistez（抵抗）という言葉を焼き付けて、転向を拒んだ。プロテスタントたちはカトリック国家の数多くの報復に対して、同じく報復で応えた（教会は焼かれ、宗教的不寛容な聖職者を暗殺した。1702年のシェラ修道院長暗殺も含まれる）。プロテスタントの多くはセヴェンヌの山中に逃れた。しかし、再び異端審問所に追及され、何千人もの人々が危険にさらされた。

## 経済
セヴェンヌ山脈における経済は、現在はエコツーリズムと小規模農業に依存している。ワイン用ブドウ、オリーブ、クリ、クワが段々畑で栽培されるのが顕著な光景である。セヴェンヌ山脈一帯は、かつて絹生産のメッカであった。蚕を飼育していた二階建てのマニャヌリー、絹糸の紡績工場が風景の中に残っている。いくつかの谷では、古い品種の農作物が栽培されている。AOC登録されている甘いセヴェンヌ産のタマネギであるraïolette、ル・ヴィガンでとれるリンゴのレネット種で、経済基盤を活気付けている。また、ウシのオーブラック、ヒツジのライオルの養殖も行われる。
冬の降雪量が少ないため、スキー産業には限界がある。降雪の不均衡を補える人工降雪機を備えた小さなスキー場が2箇所ある。

## 観光
- ラ・コルニシュ・デ・セヴェンヌ（La corniche des Cévennes、セヴェンヌの崖の道） - かつての王道であった現在の県道907号線で、サン＝ジャン＝デュ＝ガールからフロラックまでの区間。18世紀初頭、セヴェンヌ地方のカミザール（fr、フォンテーヌブローの勅令による弾圧に対し反乱を起こしたユグノー）征伐に向かう王軍を早く移動させるため築かれた。
- ラ・ヴァレ・フランセーズ（La vallée Française） - 西ゴート王国内のフランク王国の飛び地であったという史実にちなむ名称。谷の住民はプロテスタントが多数を占めた。1878年に実際に谷を旅したロバート・ルイス・スティーヴンソンが記した、『旅はろばを連れて』内にてふれられている[7]。